# Nicoloso da Recco
Nicoloso da Recco (14. století) byl janovský mořeplavec, který v roce 1341 znovuobjevil Kanárské ostrovy jménem portugalského panovníka Afonsa IV. Portugalského. Je považován za prvního, kdo přinesl zprávy o Guanches, dnes již zaniklému jazyku používanému domorodými obyvateli na Kanárských ostrovech.
Italské námořnictvo během druhé světové války vlastnilo torpédoborec, který nesl jeho jméno – Nicoloso da Recco.